# U-26 (1936)
| U-26                       | U-26                                                    | U-26                                                    |
| -------------------------- | ------------------------------------------------------- | ------------------------------------------------------- |
|                            |                                                         |                                                         |
|                            |                                                         |                                                         |
|                            |                                                         |                                                         |
| Під прапором               | Третій рейх                                             | Третій рейх                                             |
| Спуск на воду              | 14 березня 1936 року                                    | 14 березня 1936 року                                    |
| Виведений зі складу флоту  | близько 1 липня 1940 року                               | близько 1 липня 1940 року                               |
| Сучасний статус            | затоплений                                              | затоплений                                              |
| Проєкт                     |                                                         |                                                         |
| Тип ПЧ                     | Торпедний ДПЧ                                           | Торпедний ДПЧ                                           |
| Основні характеристики     |                                                         |                                                         |
| Швидкість (надводна)       | 17,75—18,6 вузла                                        | 17,75—18,6 вузла                                        |
| Швидкість (підводна)       | 8,3 вузла                                               | 8,3 вузла                                               |
| Гранична глибина занурення | 200 м                                                   | 200 м                                                   |
| Екіпаж                     | 48 осіб                                                 | 48 осіб                                                 |
| Розміри                    |                                                         |                                                         |
| Довжина найбільша (по КВЛ) | 72,39 м                                                 | 72,39 м                                                 |
| Ширина корпусу найб.       | 6,21 м                                                  | 6,21 м                                                  |
| Висота                     | 9,20 м                                                  | 9,20 м                                                  |
| Середня осадка (по КВЛ)    | 4,30 м                                                  | 4,30 м                                                  |
| Водотоннажність надводна   | 862 т                                                   | 862 т                                                   |
| Озброєння                  |                                                         |                                                         |
| Артилерія                  | одна палубна гармата калібру 105-мм, одна 20-мм гармата | одна палубна гармата калібру 105-мм, одна 20-мм гармата |
| Торпедно- мінне озброєння  | 4 носових і два кормових ТА. 14 торпед або 42 міни      | 4 носових і два кормових ТА. 14 торпед або 42 міни      |

U-26 — великий океанічний німецький підводний човен типу I часів Другої світової війни.
Замовлення на будівництво човна було віддане 17 грудня 1934 року. Човен закладений на верфі суднобудівної компанії DeSchiMAG, AG Weser у Бремені 17 грудня 1935 року під будівельним номером 904, спущений на воду 14 березня 1936 року, 11 травня 1936 року увійшов до складу навчальної флотилії «Зальцведель».
Човен зробив 6 бойових походів, в яких потопив 11 суден (55692 брт).
1 липня 1940 року U-26 був сильно пошкоджений глибинними бомбами британського корвета «Гладіолус» та згодом потоплений австралійським літаючим човном «Сандерленд» 10-ї ескадрильї. Щоб човен не потрапив до рук ворога, командир наказав потопити його (48°3′ пн. ш. 11°30′ зх. д. / 48.050° пн. ш. 11.500° зх. д.). Всі 48 членів екіпажу були врятовані шлюпом «Рочестер» і взяті в полон.

## Командири
- Корветтен-капітан Вернер Гартманн (11 травня 1936 — 30 вересня 1938)
- Фрегаттен-капітан Оскар Шомбург (1 жовтня 1938 — серпень 1939)
- Корветтен-капітан Клаус Еверт (серпень 1939 — 3 січня 1940)
- Капітан-лейтенант Гайнц Шерінгер (4 січня — 11 травня 1940)
- Корветтен-капітан Гайнц Фішер (12 травня — 8 червня 1940)
- Капітан-лейтенант Гайнц Шерінгер (9 червня — 1 липня 1940)

## Потоплені та пошкоджені кораблі
| Назва                   | Тип            | Належність      | Дата              | Тоннаж (БРТ) | Вантаж             | Статус     | Місце                                                       |
| Alex van Opstal         | вантажне судно | Бельгія         | 15 вересня 1940   | 5 965        | генеральний вантаж | потоплено  | 50°32′ пн. ш. 2°16′ зх. д. / 50.533° пн. ш. 2.267° зх. д.   |
| Binnendijk              | вантажне судно | Нідерланди      | 7 жовтня 1939     | 6 873        | генеральний вантаж | потоплено  | 50°32′ пн. ш. 2°20′ зх. д. / 50.533° пн. ш. 2.333° зх. д.   |
| Loire                   | вантажне судно | Франція         | 13 листопада 1939 | 4 285        |                    | потоплено  | 36°16′ пн. ш. 2°13′ зх. д. / 36.267° пн. ш. 2.217° зх. д.   |
| Elena R.                | вантажне судно | Греція          | 22 листопада 1939 | 4 576        | зерно              | потоплено  | 50°30′ пн. ш. 2°21′ зх. д. / 50.500° пн. ш. 2.350° зх. д.   |
| Nidarholm               | вантажне судно | Норвегія        | 12 лютого 1940    | 3 482        | бавовна, фрукти    | потоплено  | 50°50′ пн. ш. 14°10′ зх. д. / 50.833° пн. ш. 14.167° зх. д. |
| Langleeford             | вантажне судно | Велика Британія | 14 лютого 1940    | 4 622        | зерно              | потоплено  | 51°40′ пн. ш. 12°40′ зх. д. / 51.667° пн. ш. 12.667° зх. д. |
| Steinstad               | вантажне судно | Норвегія        | 15 лютого 1940    | 2 477        | руда               | потоплено  | АМ 7391                                                     |
| Cedarbank               | вантажне судно | Велика Британія | 21 квітня 1940    | 5 159        | військовий вантаж  | потоплено  | 62°49′ пн. ш. 4°10′ сх. д. / 62.817° пн. ш. 4.167° сх. д.   |
| Frangoula B. Goulandris | вантажне судно | Греція          | 29 червня 1940    | 6 701        | щебінь             | потоплено  | 49°59′ пн. ш. 11°24′ зх. д. / 49.983° пн. ш. 11.400° зх. д. |
| Belmoira                | вантажне судно | Норвегія        | 30 червня 1940    | 3 214        | щебінь             | потоплено  | 48°15′ пн. ш. 10°30′ зх. д. / 48.250° пн. ш. 10.500° зх. д. |
| Merkur                  | вантажне судно | Естонія         | 30 червня 1940    | 1 291        | опори              | потоплено  | 48°26′ пн. ш. 10°58′ зх. д. / 48.433° пн. ш. 10.967° зх. д. |
| Zarian                  | вантажне судно | Велика Британія | 1 липня 1940      | 4 871        | генеральний вантаж | пошкоджено | 48°03′ пн. ш. 11°11′ зх. д. / 48.050° пн. ш. 11.183° зх. д. |